# Fussilat
Fussilat (língua árabe: سورة فصلت) Os Detalhados, é a quadragésima primeira Sura do Alcorão com 54 ayats.